# East Meon

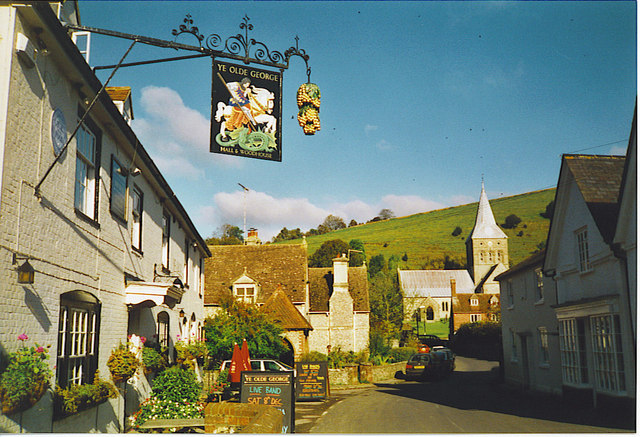
Veduta di East Meon

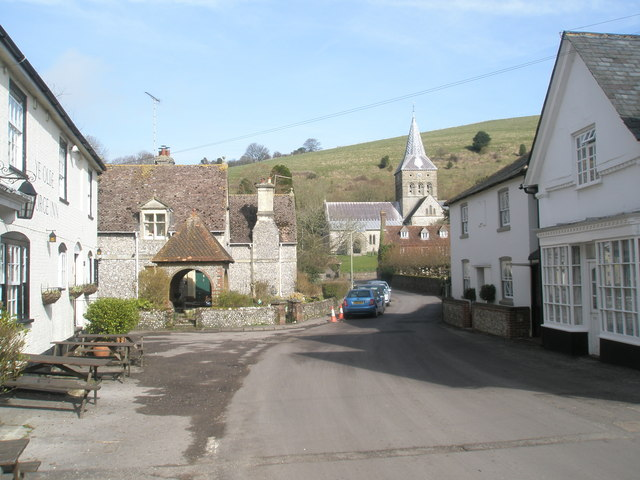
East Meon: Church Street

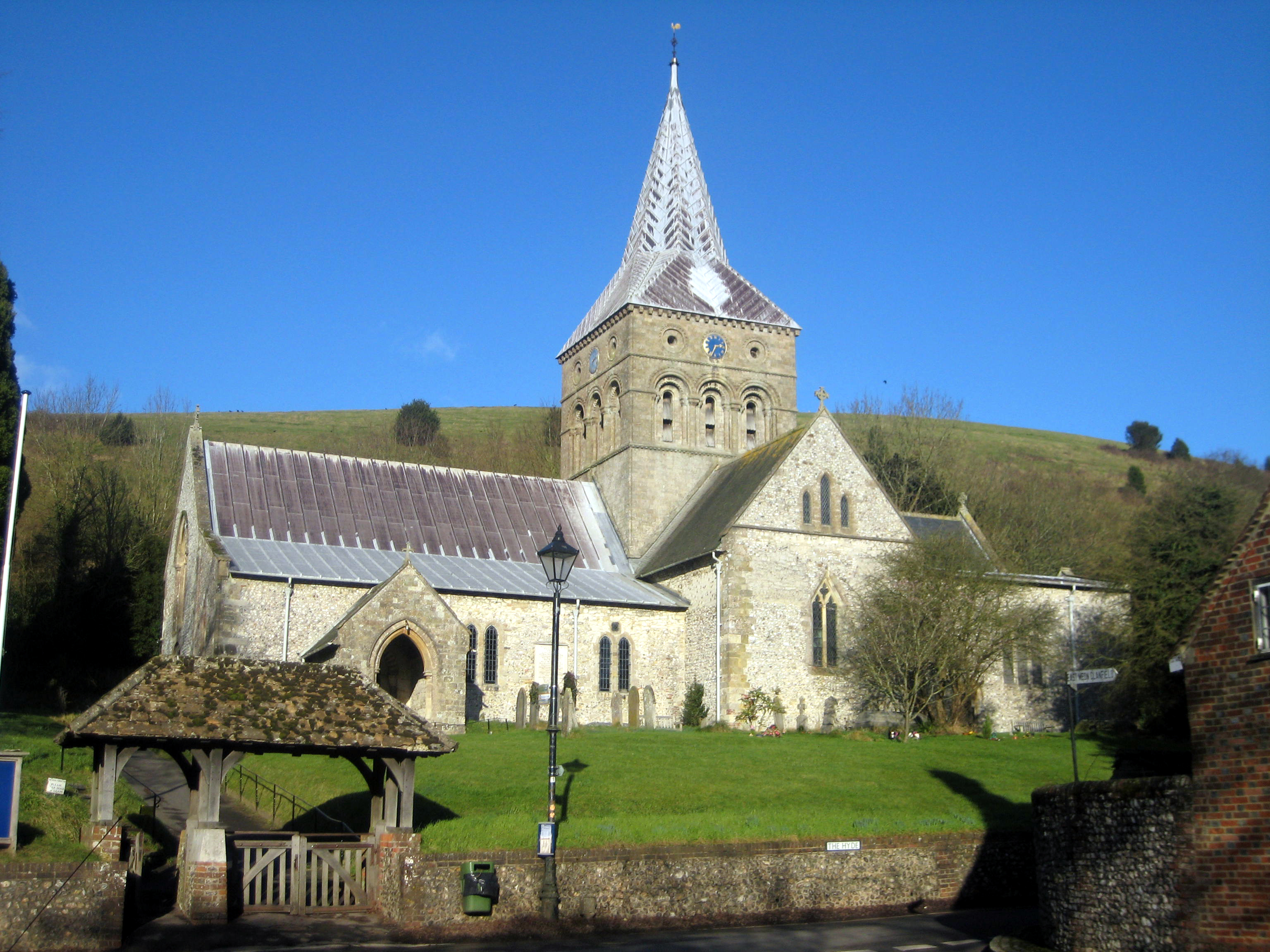
East Meon: la chiesa di Ognissanti

East Meon è un villaggio col grado di parrocchia civile della contea dello Hampshire (Inghilterra sud-orientale), facente parte del distretto dell'East Hampshire.  Il villaggio conta una popolazione di circa 900 abitanti.

## Geografia fisica

### Collocazione
East Meon si trova tra Winchester e Petersfield (rispettivamente a sud-est della prima e ad ovest della seconda), ma più vicina alla seconda.

## Società

### Evoluzione demografica
Al censimento del 2001, il villaggio di East Meon contava una popolazione pari a 871 abitanti.

## Storia
I primi insediamenti in zona risalgono all'Età del Bronzo, come dimostrano alcune tombe.
Il villaggio di East Meon sorse però probabilmente tra il 400 e il 600 d.C.: è menzionato nel periodo compreso tra il regno di Wulfthere di Mercia e il regno di Adelhwah del Sussex.
Nel 970 d.C., il villaggio, chiamato allora Aet Meon, fu ceduto dal re sassone Edgar a sua nonna Eadgifu.
Nel Domesday Book, vi è poi un riferimento ad un monastero in loco diretto dall'arcivescovo Stigand prima del 1066.

## Monumenti e luoghi d'interesse

### Chiesa di Ognissanti
Tra gli edifici principali di East Meon, figura la Chiesa di Ognissanti (All Saints Church), completata prima del 1150 ed ampliata intorno al 1230.

### The Court House
Altro edificio d'interesse è The Court House: risalente in gran parte al XIV secolo, è una delle meglio conservate tra le residenze dei vescovi di Winchester.

### Westbury House
Nella zona occidentale della parrocchia civile di East Meon, si trova poi un altro edificio storico, la Westbury House: menzionata già in epoca medievale, nel XIX secolo fu la residenza della famiglia Sartoris.

### Forge Cottage
Altro edificio storico di East Meon è il Forge Cottage, una casa a graticcio e dal tetto di paglia risalente agli inizi del XVII secolo.

### Leydene House
Altro edificio storico di East Meon è la Leydene House, un edificio fatto costruire dopo la prima guerra mondiale da Lord e Lady Peel.

### Mulini
Ad East Meon si trovano poi numerosi mulini: il Frogmore Mill, il Drayton Mill e il South Mill.